# Thorne–Zytkow-objektum
A Thorne–Zytkow-objektum egy vörös szuperóriás csillag és egy neutroncsillag összeolvadásával létrejövő csillagászati objektum. Külsőleg egy normál vörös szuperóriás csillagra hasonlít, bár színe vörösebb annál. Különbséget jelent a kémiai felépítése, ami a keletkezéséből következik.

## Felfedezése
1975-ben Kip Thorne amerikai elméleti fizikus és Anna N. Żytkow lengyel asztrofizikus kidolgozták egy addig ismeretlen csillagászati objektum elméletét, amit róluk neveztek el.
2014-ben mérések alapján nagy valószínűséggel igazolódott az első ilyen objektum létezése, ami a HV 2112 csillagnak felel meg.
A csillagászok a Las Campanasban (Chile) lévő 6,5 méter átmérőjű Magellan Clay távcsővel hajtották végre a felfedezést, amikor vörös szuperóriások színképét vizsgálták a Kis Magellán-felhőben, és felfigyeltek a szokatlan kémiai felépítésről árulkodó spektrumra. Abban ugyanis rubídium, lítium és molibdén volt található, szokatlanul nagy koncentrációban. Ezek az anyagok a szokásos asztrofizikai folyamatok során is keletkeznek, de nem ekkora koncentrációban. A vörös szuperóriások hőmérsékletén jelen lévő fenti három kémiai elem a Thorne–Zytkow-objektumok jellemzője.

## Keletkezése
A Thorne–Zytkow-objektum pontos keletkezési folyamata minden részletében még nincs tisztázva, de az elmélet szerint egy olyan kettőscsillag összeolvadásáról van szó, aminek tagjai közel keringenek egymáshoz, a kettős egyik tagja egy nagy tömegű vörös szuperóriás csillag, a másik egy neutroncsillag. A neutroncsillag nagyságrendileg ezer év alatt belesüpped a szuperóriásba, ami elnyeli a neutroncsillagot. A végeredmény vagy egy TZO, vagy egy szupernóva robbanás lehet. A neutroncsillag továbbra is a szuperóriás magjában helyezkedik el, és a körülötte lévő anyag gravitációs ereje miatt rezgést és forgást végez.
A normál vörös szuperóriás csillag az energiáját a magjában zajló fúziós átalakulásból nyeri, a Thorne–Zytkow-objektum energiája pedig az elnyelt neutroncsillag szokatlan aktivitásából származik.
A Thorne–Zytkow-objektum erős csillagszelet kelt, és végső soron pulzárrá alakul át.
Egy 1011 naptömegű galaxisban 500-1000 év alatt keletkezik 1 db Thorne–Zytkow-objektum.